# アトランティック・グランプリ・レスリング
アトランティック・グランプリ・レスリング（Atlantic Grand Prix Wresting、略称：AGPW）は、カナダのマリタイム地区を拠点としているプロレス団体。オーナーはエミル・デュプリ。

## 歴史
1969年、マリタイム地区にてイースタン・スポーツ・アソシエーション（Eastern Sports Association、略称：ESA）の名称で活動を開始。カナダの大西洋岸におけるNWAの傘下プロモーションとして、アル・ジンクおよびルディ・ケイとボビー・ケイによって主宰されていた。
フラッグシップタイトルの北米ヘビー級王座にはルディ&ボビー・ケイの長兄であるザ・ビーストを初代王者に、ザ・ストンパー、ボボ・ブラジル、パット・オコーナー、エリック・ポメロイ、レオ・バーク、ジノ・ブリット、キラー・カール・クラップ、ジム・ディロン、ハーリー・レイス、ボロ・モンゴル、ブルドッグ・ボブ・ブラウン、ザ・ブルート、ミシェル・デュボア、フレンチ・マーチン、ジョニー・ウィーバーなどが歴代王者として名を連ねており、日本人ではグレート・クマ（大熊元司）が1974年に戴冠している。
1977年、マリタイム地区版のカナディアン・ヘビー級王座がナンバー2のタイトルとして新設され、セーラー・ホワイト、ストーンウォール・ジャクソン、デビッド・シュルツなど当時の若手選手の間で争われたが、同年下期にエミル・デュプリがESAの興行権を買収して後継プロモーションのAGPWを設立。
1978年、新たなフラッグシップ・タイトルとしてAGPW認定のインターナショナル・ヘビー級王座が設けられた。初期はラニー・ポッフォやランディ・サベージ、1980年代にはロン・スターやリップ・ロジャース、ダイナマイト・キッドなども戴冠した。
1984年7月、かつてマリタイム地区に遠征したことがある剛竜馬のブッキングで、バーク、マーチン、ザ・UFOなどがAGPWから来日し、後楽園ホールで開催された「UWF無限大記念日」に出場したが、剛がUWFを離脱したため、本格的な業務提携には到らなかった。
1991年、第1期AGPWは消滅。
2013年、エミルと息子のレネ・デュプリが中心となり復活。第2期AGPWは、日本の団体とは当初は全日本プロレス、後にWRESTLE-1と交流を持ち、若手選手が遠征していた。

## タイトル
- AGPWインターナショナル・ヘビー級王座